# Vobłaść Hrodna
De vobłaść Hrodna (Wit-Russisch: Гро́дзенская во́бласць, Hrodzienskaja vobłaść of Hrodzyenskaya Voblasts; Russisch: Гро́дненская о́бласть, Grodnenskaya Oblast; Łacinka: Hrodzienskaja vobłaść, Pools: Obwód grodzieński) is een oblast van Wit-Rusland, gelegen in het westen van het land. De oblasthoofdstad is de stad Hrodna.
De oblast is ingedeeld in zeventien districten, 194 selsovets, twaalf steden, zes stadsgemeenten en 21 nederzettingen met stedelijk karakter.
De grootste plaatsen zijn:
- Hrodna - 314.800
- Lida - 98.200
- Slonim - 51.600
- Vawkavysk - 46.800
- Smarhon - 36.700
- Navahroedak - 30.800
- Karelitsjy - 30.000
- Masty - 17.400
- Sjtsjoetsjyn - 16.000
- Asjmjany - 14.900
- Vjalikaja Berastavitsa - 12.000
- Skidzel - 10.900
- Iwe - 8900
- Dzjatlava - 8300

## Demografie
Op 1 januari 2017 telt de oblast 1.047.494 inwoners. Qua inwoners is de vobłaść Hrodna de kleinste regio van Wit-Rusland. Het geboortecijfer bedraagt 11,1‰ in 2017, terwijl het een jaar eerder nog 13,2‰ was. Het sterftecijfer bedroeg 13,9‰ in 2017, een lichte daling vergeleken met 14,0‰ in 2016. De natuurlijke bevolkingsgroei is negatief en bedraagt -2,8‰ in 2017, terwijl het een jaar eerder nog -0,8‰ bedroeg.
Brest · Homel · Grodno · Mogiljov · Minsk · Vitebsk · Gorod Minsk